# Руслан Гелаев
Руслан (Хамзат) Гелаев е активен участник в чеченския конфликт през 1990 – 2000 г.
Полеви командир, заемал висши постове в самопровъзгласилата се армия на Чеченската република Ичкерия, известно време носил званието бригаден генерал.

## Довоенна биография
За ранните години на Гелаев има противоречива информация. Известно е, че е роден през 1964 година в село Комсомолское, Урус-Мартановски район на Чечено-Ингушка АССР. Според информация от едни източници той е криминален престъпник-рецидивист, според други е бил строител, според трети работник на нефтобаза в Грозни.
През 1980 г. живее в Омска област и сключва брак с Лариса Губкина. През 1988 г. им се ражда син Рустам.

## Грузинско-абхазки конфликт
През 1992 – 1993 година заедно с Шамил Басаев участва в състава на Конфедерацията на народите на Кавказ. В края на този конфликт той става един от най-авторитетните командири.
Участник в няколко Руско-Чеченски военни конфликта. През 1993 година поема командването на полка със специално предназначение „Борз“. През май 1995 ръководи Шатойския отбранителен сектор. По негова заповед са разстреляни няколко пленени руски летци. През януари 1996 година заедно с Хатаб организира нападение на колона от руски федерални войски край село Ярышмарды в Аргунски окръг. В атаката загиват 76 души от руските части.
Участва в двата щурма на Грозни. След войната предприема пътуване до Мека и приема арабското име Хамзат. През април 1997 година е назначен на поста вицепремиер, в правителството на Зелимхан Яндарбиев, след това като вицепремиер по строителството в правителството на Аслан Масхадов. През 1998 година се отказва от поста на министър на отбраната в правителството на Шамил Басаев.

## Втора чеченска война
По време на Втората чеченска война е начело на Северозападния фронт на Чечня, също така ръководел Югозападния сектор на отбраната на Грозни. По-късно е назначен за командващ цялата отбрана на града. Руслан Гелаев обвинява Аслан Масхадов в доброволно предаване на отбранителните позиции на града.
След отстъпване на основните позиции на града от чеченската армия, Гелаев събира пробилите обкръжението на руските войски, чеченски бойци и иска да направи рейд в тила на руските войски/предполага се, че е искал да завземе град Моздок и други градове в Северна Осетия/.
На разузнаването на Руските федерални сили става известно за неговите намерения, затова когато основните сили на Гелаевската групировка се концентрират в село Комсомолское, то било обкръжено от части на руската армия. От 5 до 21 март руските федерални сили щурмуват селото, като в битката понесли значителни загуби и двете страни. След унищожението на селото Гелаев с малка група измъкнали се от обкръжението бойци преминава на територията на Грузия и се укрива в Панкиското дефиле.

## Отново в Абхазия
25 септември 2001 г. – Руслан Гелаев заедно със своята група от около 500 бойци (при поддръжка от страна на грузинската армия) навлиза в Кодорското дефиле в Абхазия, но среща силната съпротива на местните сили за самоотбрана и е принуден да се върне в Грузия.
- 9 ноември 2001 г. – Генералната прокоратура на Русия отправя официално искане към Грузия за предаването на Гелаев.

## Смъртта на Р. Гелаев
15 декември 2003 година – отрядът на Гелаев около 50 бойци бива забелязан при предижването си през планинската част на Цутинския район и бива блокиран от федералните сили. Чеченските бойци убили 9 руски граничари, завзели село Шаури, а след това се преместили в съседното село Галатли. Попадайки в обкръжението на руските федерални сили, отрядът на Гелаев се разделя на части и се опитва да се скрие, макар че през продължителните ожесточени боеве основната част е разбита. Гелаев успява да се измъкне от обкръжението.
На 28 февруари 2004 година Гелаев е убит в хода на престрелка с граничари билзко до застава Бежта от Хунзаския пограничен окръг. Официалната версия на властите е, че Гелаев случайно се е натъкнал на двамата граничари, които в хода на престрелката успява да застреля, но и сам е смъртоносно ранен и умира от кръвозагуба и травматичен шок. Загиналите граничари посмъртно са наградени със звание „Герой на Русия“.